# Veneno (livro)
Veneno é um romance escrito pela autora brasileira Cassandra Rios e publicado em 1965, durante o período de ascensão da censura literária no Brasil.

## Sinopse
O romance narra a história de Cássio, um escritor paulistano em constante conflito entre sua dedicação à literatura e os relacionamentos afetivos que o afastam de seu ofício. Após romper com Teresa para se concentrar em sua escrita, Cássio inicia um relacionamento sufocante com Belinda, enquanto se envolve com outras mulheres na tentativa de preencher seu vazio emocional.
A paixão por Verônica, uma mulher que inicialmente rejeita tanto a ele quanto ao seu amigo Célio, transforma-se em obsessão. Durante esse período, Cássio estabelece uma amizade profunda com Sabina, uma artista lésbica que, ao contrário de suas amantes, lhe oferece uma troca baseada em empatia e conversa. Um reencontro inesperado com Verônica reacende seus sentimentos, levando-o a tomar decisões impulsivas que afetam todos ao seu redor.

## Crítica e interpretação
Veneno tem sido interpretado por estudiosos como uma obra que dialoga com as frustrações pessoais de Cassandra Rios enquanto escritora marginalizada no Brasil dos anos 1960. O protagonista Cássio, acusado de escrever “literatura pornográfica”, reflete a trajetória da própria autora, que também enfrentou censura e preconceito institucional. O romance denuncia a hipocrisia do mercado editorial da época, que valorizava obras estrangeiras com conteúdo sexual, mas reprimia autores nacionais que abordavam os mesmos temas.
A crítica ao sistema editorial também está presente na forma como Cássio relata o descaso com suas obras: edições mal impressas, capas apelativas com mulheres seminuas, e o desrespeito com a qualidade literária. Essa observação espelha a realidade enfrentada pela própria Cassandra Rios, cujos livros muitas vezes recebiam capas sensacionalistas incompatíveis com o teor das obras.

## Trecho
Se não tivesse se apaixonado! Se não amasse tanto o Amor, não teria ido cair naquele laço que o estrangulava. Tudo porque sua sensibilidade tecera ilusões de moço bobo! Talvez estivesse exagerando ou exigindo demais! Exagerando por força da sua extravagante emotividade! [...] Aquela verdade que feria e estava toda contida no ditado popular: quando a necessidade entra pela porta, o amor foge pela janela!— Cassandra Rios, Veneno (1965), p. 88